# Florence est folle
Pour plus de détails, voir Fiche technique et Distribution.
Florence est folle est un film français réalisé par Georges Lacombe, sorti en 1944.

## Synopsis
Jérôme Benoît est un avocat général qui ne croit pas aux cas dit de dédoublement de la personnalité. À la suite d'un accident de voiture sa femme Lucile, rigide et très organisée, tombe en léthargie puis se réveille sous la personnalité de Florence Bolero, chanteuse vedette internationale. Faute de pouvoir créer un choc psychologique émergeant, Jérôme se résout finalement à jouer le jeu, jusqu'à retomber amoureux de sa femme à travers sa nouvelle identité, fantasque et pleine de vie.

## Fiche technique
- Titre : Florence est folle
- Titres alternatifs :  Curieuse Histoire / Monsieur Benoît perd la tête.
- Réalisation : Georges Lacombe
- Assistant : Gilles Grangier
- Scénario : Alex Joffé et Jean Sacha
- Dialogues : Henri Jeanson
- Photographie : Armand Thirard
- Décors : Léon Carré
- Son : Jacques Lebreton
- Montage : Raymond Lamy
- Musique : Jean Marion
- Pays :  France
- Production : P.A.C. - Éclair-Journal
- Genre : Comédie
- Durée : 101 minutes
- Date de sortie : 
  - France : 8 novembre 1944

## Distribution
- André Luguet - Jérôme Benoît
- Annie Ducaux - Lucile
- Yves Deniaud - Bianco
- Palau - Monsieur Borel
- Roland Armontel - Le professeur Wonder
- Jacques Louvigny - Dieutegard
- Marcelle Praince - Madame Chantelouve
- Jean-Jacques Lécot - Bobby
- Eugène Yvernès - Alexandre
- André Wasley - L'inspecteur
- Lise Florelly - La bonne
- Pierre Collet
- Paul Faivre - Pierre Benoît
- Marguerite de Morlaye - Une dame au 'Firmament'
- Guy Decomble
- Albert Montigny
- Maurice Régamey
- Robert Le Fort - Le photographe
- Victor Tcherniavsky - 	L'accusé
- Jacques Dubois
- Henri Bargin
- Jean Charpini
- Antoine Brancato